# Thomas Skov Gaardsvig
Thomas Skov Gershøj Gaardsvig (født 29. april 1986 i Sdr. Felding) er programleder på Danmarks Radio. Han blev kendt som praktikanten i tv-programmet Det Nye Talkshow - med Anders Lund Madsen i 2009 og 2010 efter at have været praktikant på De Sorte Spejdere fra august 2008. Thomas Skov Gershøj Gaardsvig  er fra Sdr. Felding i Vestjylland.
Som praktikant i Det Nye Talkshow havde han i oktober 2009 stillet sig blandt publikum bag dommerpanelet i det direkte program Vild med Dans på TV 2. Da Lisa Lents og Michael Olesen fik point fra dommerne, viste han et skilt, hvorpå der på den ene side stod: "Juhuu Lisa Lents", hvorefter han vendte det og viste bagsideteksten: "Du gør mig våd" Episoden fik en del kritik.
Derefter har han medvirket i flere realityprogrammer og har haft sine egne programmer på DR Mama og DR K som Thomas Skovs Bilprogram, Thomas Skovs Sportsprogram, Verdens Bedste Tv-program og Høflighed på 100 dage

Thomas Skov har gennem de sidste par år (2021-nu) medvirket i podcasten 'Livet ifølge Emil og Thomas'. Her udgiver han sammen med Emil Thorup hver uge to afsnit podcast. 
Podcasten udgives på Podimo, hvor Thomas desuden arbejder til hverdag.[kilde mangler]

## Filmografi
- Det Nye Talkshow - med Anders Lund Madsen (2009-2011)
- 4-stjerners Middag (2010)
- Zulu Djævleræs (2010-2013)
- Verdens bedste tv-program (2011)
- Vild med Comedy (2011)
- Aftenshowet (2011-2013)
- Høflighed på 100 dage (2012)
- Thomas Skovs Bilprogram (2013)
- Thomas Skovs Sportsprogram (2013)
- Revolver (2013-)
- Kridhvid i Kina (2014) med Emil Thorup
- Danmarks bedste maskot (2016)
- Hva så nu (2018) med Geo